# Karpulijärvi
Karpulijärvi eller Karbuljävri är en sjö i Finland. Den ligger i kommunen Utsjoki i landskapet Lappland, i den norra delen av landet, 1 100 km norr om huvudstaden Helsingfors. Karpulijärvi ligger 294 meter över havet. Arean är 1,33 kvadratkilometer och strandlinjen är 10,31 kilometer lång. Sjön  ingår i Neidenälvens huvudavrinningsområde.   Omgivningarna runt Karpulijärvi är i huvudsak ett öppet busklandskap.